# Justin Marie Goudot
Justin Marie Goudot (oft kurz Justin Goudot) (* 14. April 1802 in Lons-le-Saunier; † 6. Juni 1847 in Honda) war ein französischer Forschungsreisender. Sein botanisches Autorenkürzel lautet „Goudot“.

## Leben und Wirken

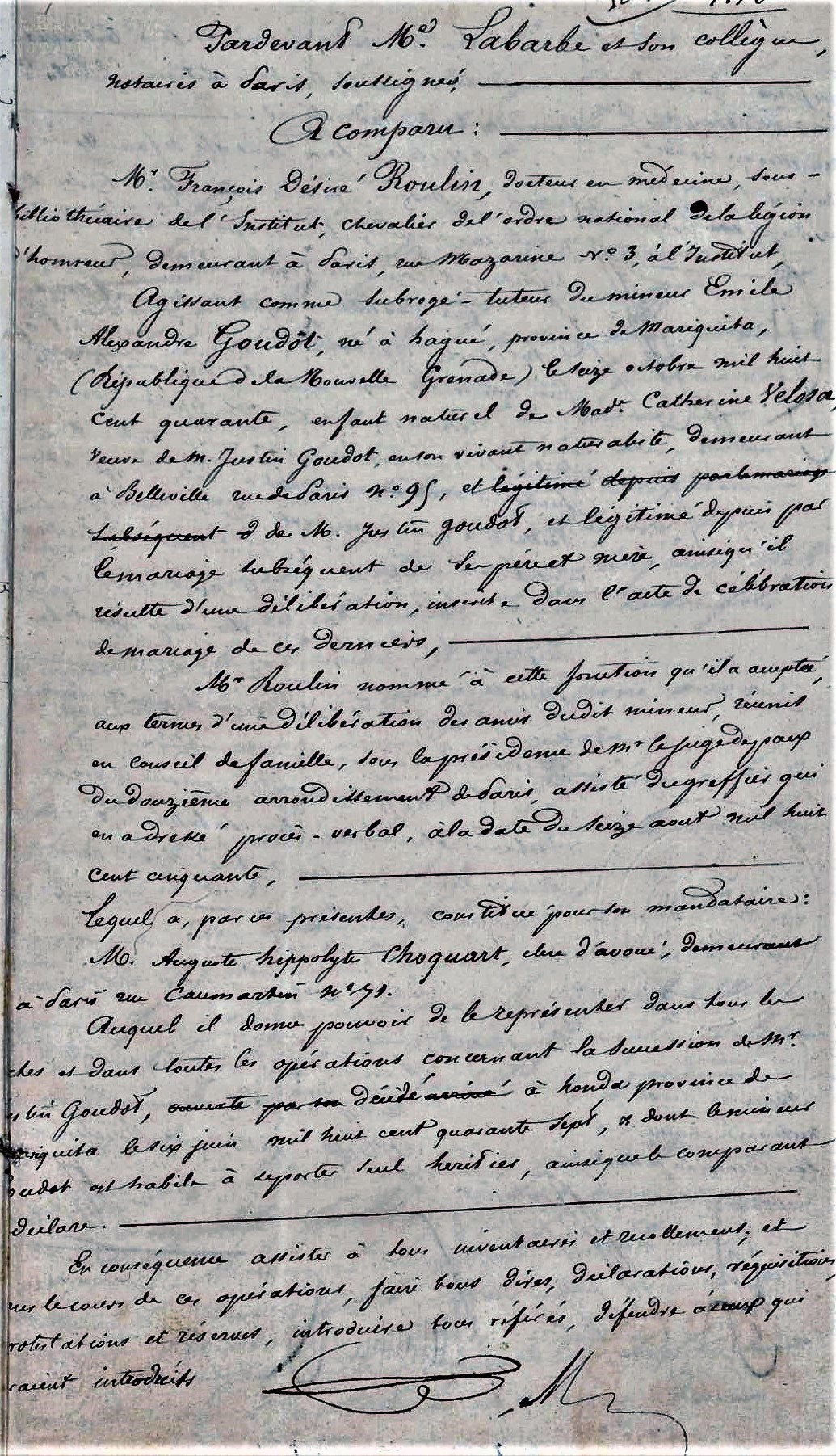
Dokument aus der Testamentsvollstreckung vom 1. Oktober 1850 mit Information zu seinem Tod und zu seiner Heirat

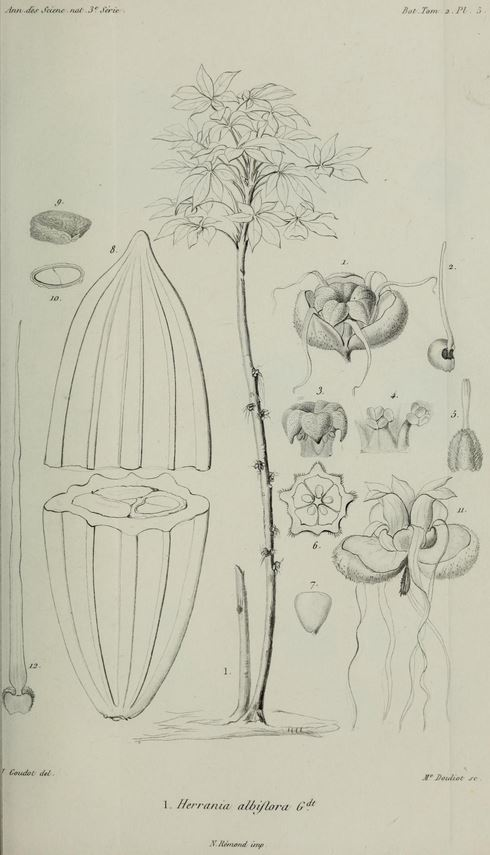
Herrania albiflora illustriert von Goudot

Goudot war eng mit dem Muséum national d’histoire naturelle verbunden. Hier besuchte er 1822 zoologische Vorlesungen bei Pierre André Latreille und in Botanik. Im Mai 1822 begann der bevollmächtigte Minister von Neugranada Francisco Antonio Zea im Auftrag von Simón Bolívar und mit der Unterstützung von Alexander von Humboldt und Georges Cuvier in Paris mit der Idee nach Art der europäischen Akademien der Wissenschaften eine Bogotaer Akademie der Wissenschaften aufzubauen. Als erstes rekrutierte er den Peruaner Mariano Eduardo de Rivero y Ustáriz (1798–1857), der nach Bogota gesandt wurde, um dort Leiter der Bergbauabteilung zu werden mit der Aufgabe, eine Bergbauschule mit einem mineralogischen Naturalienkabinett und verwandter Industrien zu gründen. Am 28. Mai wurde dann Jean-Baptiste Boussingault (1802–1887) dazu auserkoren eine chemische Abteilung zu errichten und an der Universität Bogota Chemie zu lehren. Außerdem wurden François Désiré Roulin (1796–1874) für Physiologie und Anatomie, Jacques Bourdon (1791-ca. 1859) für Entomologie und Goudot für Zoologie für das zur Akademie gehörende Museo Nacional de Colombia gewonnen. Der Vertrag mit Goudot datierte vom 28. Mai 1822 und war auf 6 Jahre in Kolumbien befristet. Er wurde als zoologischer Sammler, insbesondere auf dem Gebiet der Ichthyologie eingestellt. Sein Gehalt betrug 800 Pesos pro Jahr.
Nach ihrer Ankunft besuchten Boussingault, Rollin und Goudot zwischen 1822 und 1823 die Gebiete um Cúcuta, Pamplona, Santa Rosa, Tunja und Bogota. Im Jahr 1823 arbeitete Goudot in der Umgebung um Puerto Cabello in Venezuela. Von dort zog er weiter Richtung Santa Marta und entlang des Río Magdalena nach Bogota. Im folgenden Jahr forschte er in östlicher Richtung. Über die Kordilleren erreichte er die Ebenen des Departamento del Meta. Von hier aus zog er in südlicher Richtung und überquerte den Río Ariari und den Río Guayabero und kehrte nach Bogota zurück. Im Jahr 1825 brach Goudot Richtung Norden ins Tal von Muzo deren Smaragdmine auf. 1826 sammelte er in den Bergen im Südwesten von Bogota in der Nähe von Icononzo und Pandi. 1826 lief sein Vertrag mit der Regierung aus, doch sammelte weiter fleißig naturhistorische Exponate. Er überquerte das Tal des Río Magdalena, wo er die reichhaltige Vegetation des Departamento del Quindío erforschte. Hier war es auch, wo er den für die Wissenschaft neue Art des Sichelguan entdeckte.
Zwei Jahre später, im Jahr 1829, besuchte er den Nevado del Tolima, ein Jahr später überquerte er die zentralen Kordilleren und besuchte den nördlichen Teil des Cauca-Tals. Als er zwei Jahre später zurückkehrt nahm er eine etwas nördlichere Route. Im Jahr 1835 war es dann das Gebiet am Oberlauf des Río Magdalena südlich von Honda, das er bereiste. In der darauf folgenden Zeit war er mit anderen Aufgaben beschäftigt und nutzte seine Freizeit, um die Natur in seiner Umgebung zu durchstreifen. Im Mai 1842 kehrte er schließlich nach Europa zurück. Auf dem Weg zur Abfahrt ging er nach Santa Marta und besuchte dort die Berge im Inneren. Als es in Cartagena zu Verzögerungen kam, nutzte er die Zeit um die Flora zwischen Cartagena und Turbaco zu untersuchen.
Zwischen den 1830ern und 1850ern waren er und seine Brüder Jules Prosper Goudot (1803–??) und Étienne Goudot (1801–??) Mitglied der Société d’Émulation du Département du Jura. Jules Prosper sammelte ebenfalls in Madagascar, während Étienne wohl auch 1825 und zwischen 1834 und 1838 als Professor für Chemie und Pharmakologie in Bogota arbeitete.
Seine von ihm gesammelten ornithologischen Bälge waren von großer wissenschaftlicher Bedeutung und wurden u. a. von Ornithologen wie Frédéric de Lafresnaye oder Jules Bourcier beschrieben.
Zwischen 1844 und 1846 publizierte er in Frankreich einige Artikel zu Botanik und Zoologie. So war er der erste, der über das Brutverhalten des Andenklippenvogels berichtete. 1844 führte er die für die Wissenschaft neue Malvengewächsgattung Herrania für die ebenfalls neue Art Herrania albiflora ein. Weitere Erstbeschreibungen von Goudot sind die zu den Rötegewächsen gehörende Arten Elaeagia utilis. und Ladenbergia muzonensis. 1846 führte er die neue Bambusgattung Aulonemia für die Art Aulonemia queko ein.
Laut Hermann Albert Schumacher ging Goudot in Honda im Elend zugrunde. Nach seinem Tod erbte eine Frau Catherine Velossa, wohnhaft in der rue de Paris, n° 95 in Belleville, seinen Nachlass. Seine Frau heiratete er am Tag seines Todes, wahrscheinlich um seinen unehelichen Sohn Emilé Alexandre Goudot zu legitimieren. Dieser wurde am 13. Oktober 1840 in Ibagué geboren. Benjamin Labarbe war der Notar, der sich um die Nachlassverwaltung kümmerte.

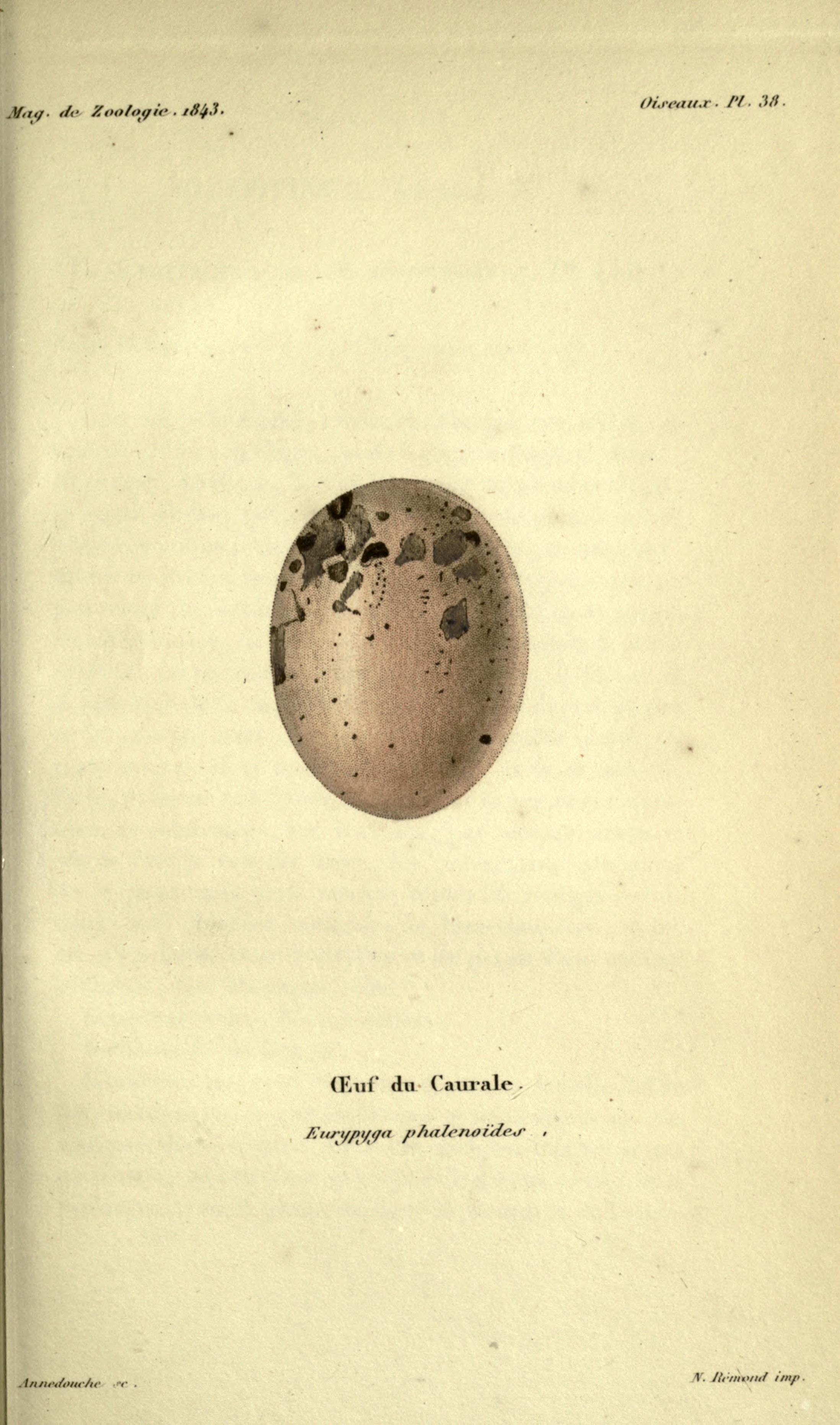
Ei der Sonnenralle (Eurypyga helias) Illustration von Christophe Annedouche als Teil einer beschreibung von Goudot.
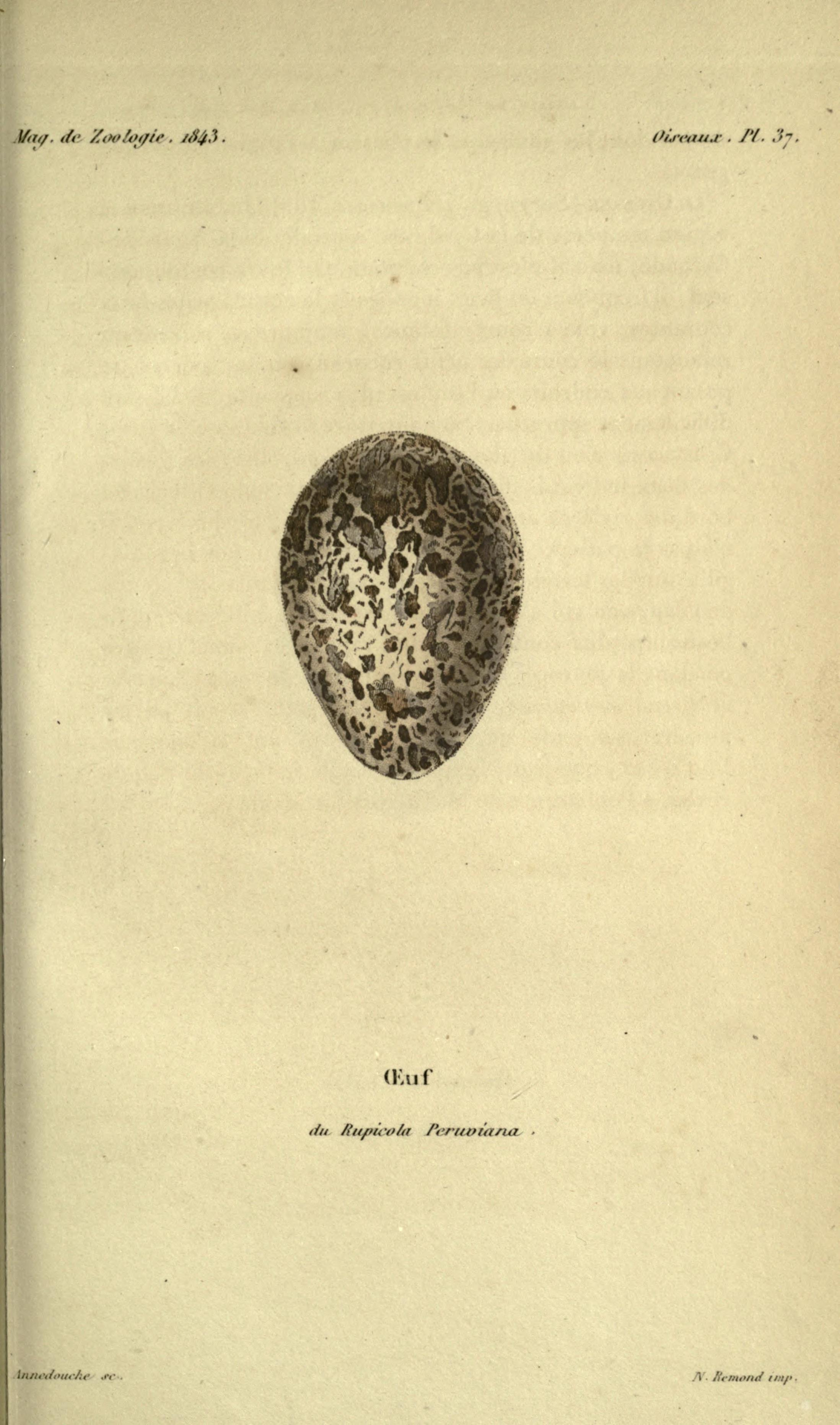
Ei des Andenklippenvogels (Rupicola peruviana) Illustration von Annedouche
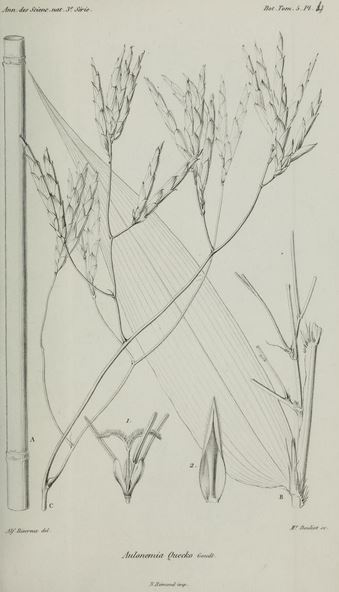
Aulonemia quecko illustriert von Alfred Riocreux (1820–1912)
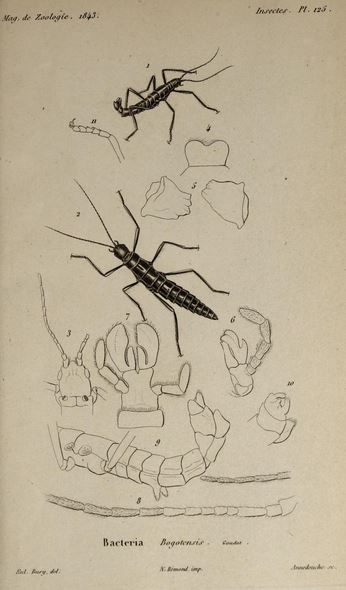
Bacteria bogotensis Goudot, 1843 ein Synonym für Monticomorpha unicolor

## Dedikationsnamen
Seine Bedeutung als naturhistorischer Sammler zeigt sich auch Vielzahl an Widmungen, die er im Laufe seiner Karriere in Tier- und Pflanzennamen bekam.

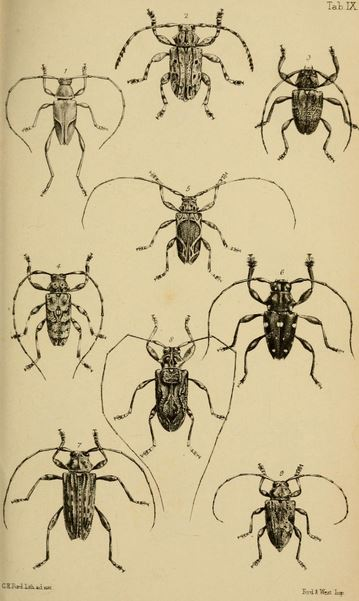
Oreodera goudotii (Figur 5)
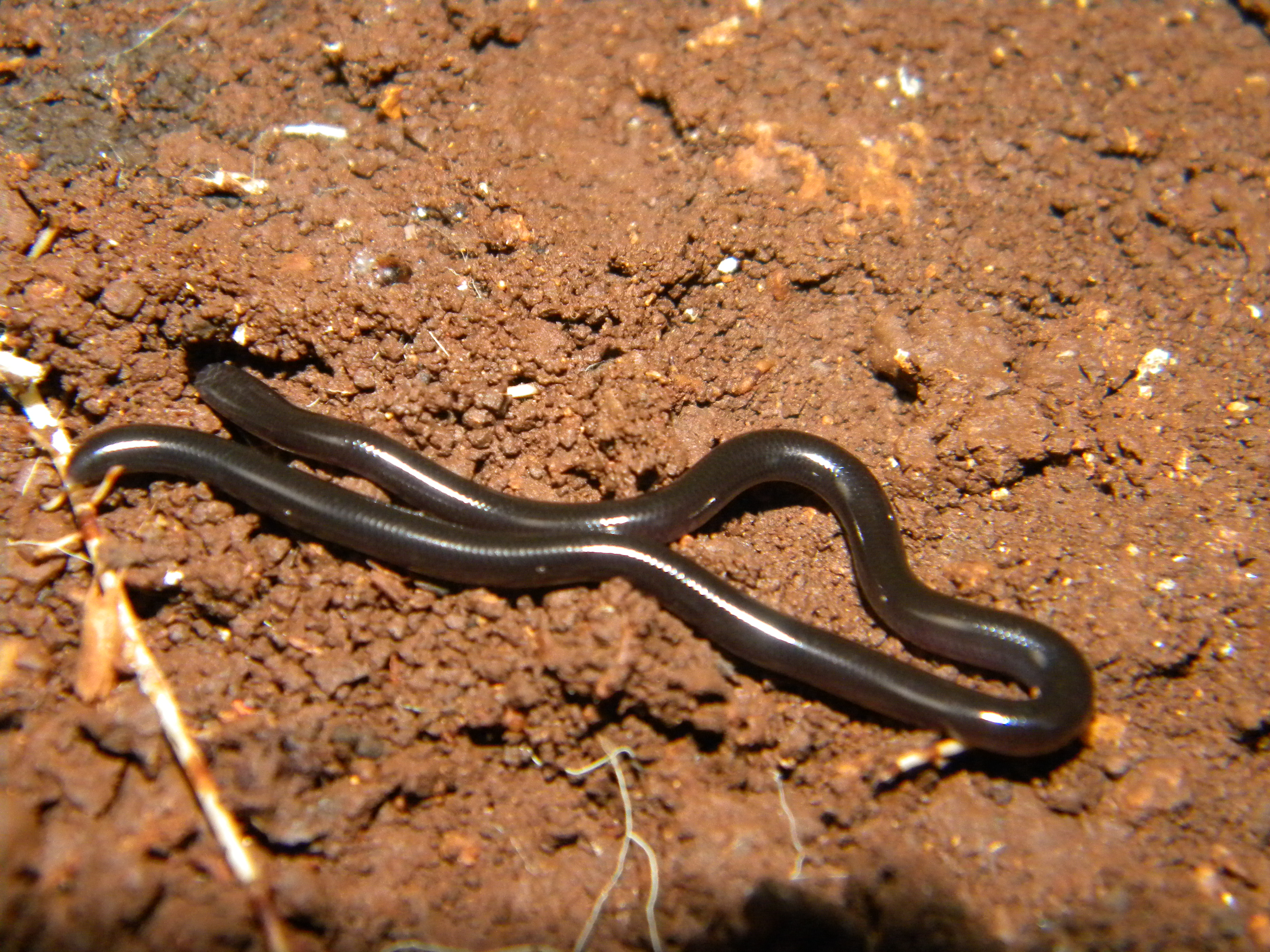
Mittelamerikanische Blindschlange (Epictia goudotii)
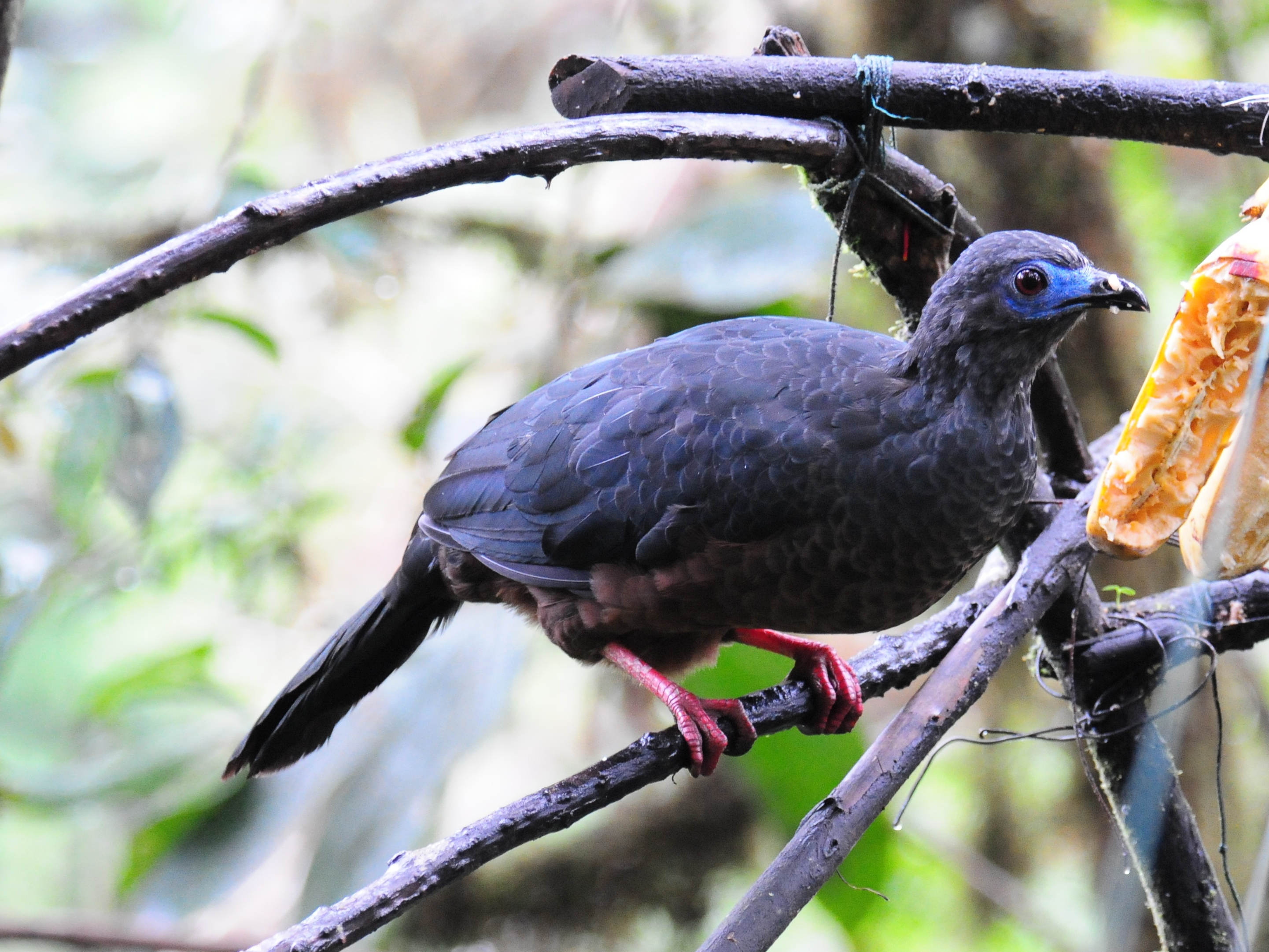
Sichelguan (Chamaepetes goudotii)
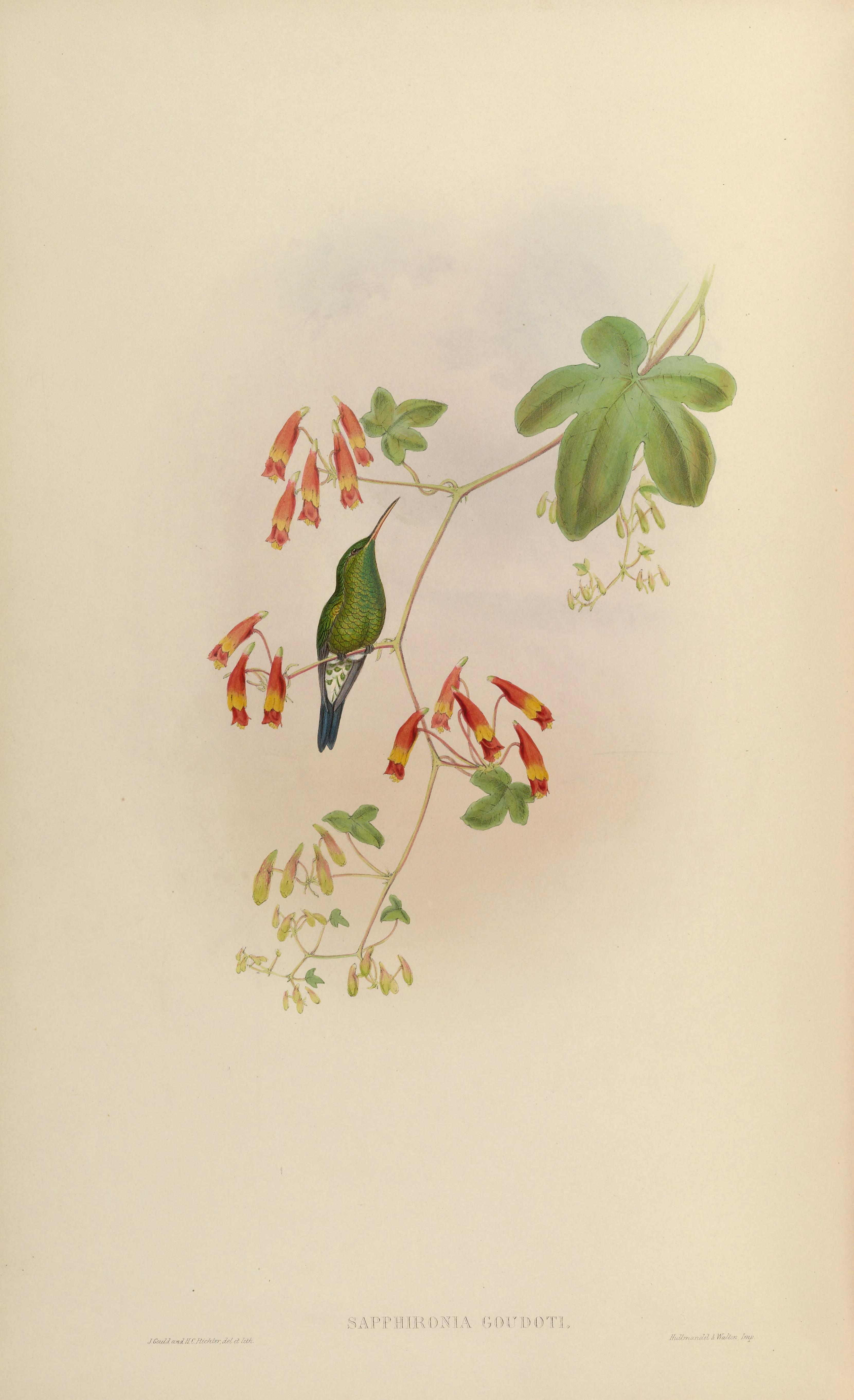
Grünkolibri (Lepidopyga goudoti)
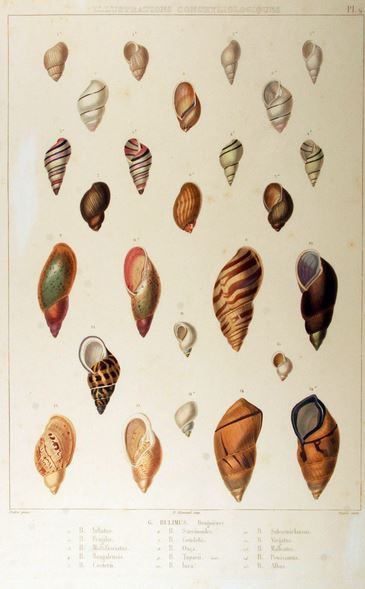
Bulimus goudotii (Figur 7)
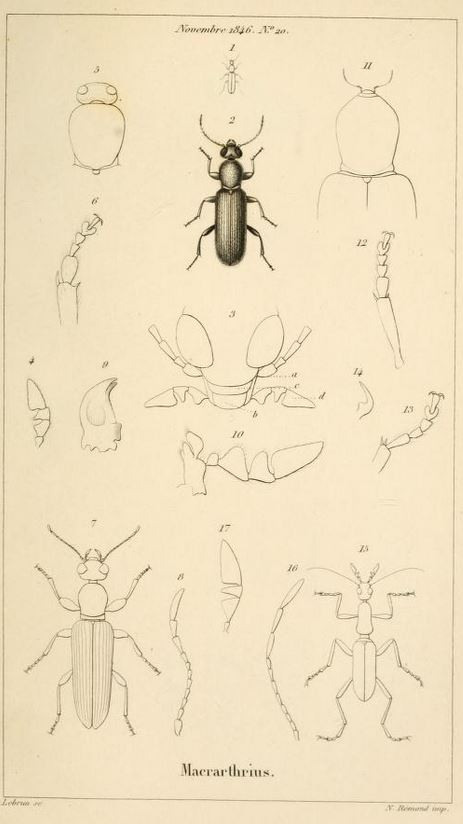
Macrarthrius goudotii (Figuren 1–6)

### Reptilien
André Marie Constant Duméril und Gabriel Bibron nannten 1844 die Mittelamerikanische Blindschlange Le Sténostome de Goudot (Stenostma Goudotii) die heute unter Epictia goudotii geführt wird. Schon 1837 hatten sie L'Anolis de Goudout (Anolis Goudottii), heute ein Synonym für Martinique-Anolis (Anolis roquet), beschrieben.

### Vögel
René Primevère Lesson widmete ihm 1828 den Namen des Sichelguans, den er Parraquas de Goudot (Ortalida Goudotii)  nannte und der heute unter Chamaepetes goudotii geführt wird. Jules Bourcier ehrte ihn 1843 im Namen des Grünkolibri (Lepidopyga goudoti).

### Säugetiere
1846 beschrieben Claude Gay und Paul Gervais mit Odocoileus virginianus goudotii eine Unterart des Weißwedelhirschs, die bei manchen Autoren als eigene Art betrachtet werden.

### Insekten
1855 nannte Adam White eine Bockkäferart Acanthocinus goudotii, die heute unter Oreodera goudotii kategorisiert ist. 1843 beschrieb Félix Édouard Guérin-Méneville die zu den Elmidae gehörende Art Pseudodisersus goudotii (Syn: Potamophilus goudotii), sowie Sandalus goudotii und 1857 die neue bolivianische Stäublingskäferart Trochoideus goudotii. Theodor Franz Wilhelm Kirsch nannte 1867 eine Langkäferart Arrhenodes Goudoti (heute Estenorhinus goudoti). Eugène Louis Bouvier nannte 1899 eine von Goudot in Mexiko 1842 gesammelte Art, die zur Familie der Peripatidae gehört, Peripatus goudoti (heute Oroperipatus goudoti). Paul Gervais nannte 1847 eine Doppelfüßerart Polydesmus goudotii. Jean Théodore Lacordaire ehrte ihm 1845 im Namen Lema goudotii. Faustin Thibault de la Carte, Marquis de la Ferté-Sénectère beschrieb 1848 Macrarthrius goudotii (Syn: Macratria murina??).

### Mollusken
Sauveur Abel Aubert Petit de la Saussaye nannte 1843 eine Süßwasserschneckenart Bulimus goudotii.

### Pflanzen
Joseph Decaisne ehrte ihn 1845 in der Pflanzengattung Goudotia, ein Name, den er für Distichia muscoides (Syn: Goudotia tolimensis) eingeführt hatte. Pierre Étienne Simon Duchartre beschrieb 1854 die neue Pfeifenblumenart Aristolochia goudotii. José Jerónimo Triana und Jules Émile Planchon beschrieben 1862 die neue Berberitzengewächseart Berberis goudotii, die neue Annonengewächseart Guatteria goudotiana, 1872 die Faulbäumeart Frangula goudotiana und 1873 die Passionsblumenunterart Passiflora cumbalensis var. goudotiana. Carl Christian Mez nannte 1902 eine Myrsinengewächseart Cybianthus goudotianus. George Bentham nannte 1860 eine Schmetterlingsblütlerart Machaerium goudoti. Michel Félix Dunal nannte 1852 eine Nachtschattengewächseart Solanum goudotii. Henri Ernest Baillon nannte 1876 eine Rötegewächseart Simira goudotii. Louis Édouard Bureau nannte 1864 eine Trompetenbaumgewächseart Tynanthus goudotianus. Hermann Maximilian Carl Ludwig Friedrich zu Solms-Laubach nannte 1869 eine Chloranthaceaeart Hedyosmum goudotianum. Georg Hans Emmo Wolfgang Hieronymus widmete ihm 1905 eine zu den Saumfarngewächsen gehörende Art Jamesonia goudotii.

## Publikationen (Auswahl)
- Description of three new species of Plants, natives of New Granada. In: The Philosophical magazine: or Annals of chemistry, mathematics, astronomy, natural history and general science (= 2). Band 3, 1828, S. 132 (biodiversitylibrary.org).
- Note sur la nidification du Rupicola peruviana et de l'Eurypyga phalenoïdes. In: Revue Zoologique par La Société Cuvierienne. Band 6, 1843, S. 1–2 (biodiversitylibrary.org).
- mit Félix Édouard Guérin-Méneville: Insectes nouveaux, observés sur les plateaux de Cordillères et dans les vallées chaudes de la Nouvelle-Grenade. décrits par M. Guérin-Méneville; avec des notes relatives à leurs moeurs, à leur distribution géographique, etc. Par J. Goudot. In: Revue Zoologique par La Société Cuvierienne. Band 6, 1843, S. 12–22 (biodiversitylibrary.org).
- Observations sur l'organisation et les habitudes du Coq de Roche Péruvien (Pipra peruviana, Lath.) et du Caurale (Ardea helias, Lin.). In: Magasin de zoologie, d'anatomie comparée et de palaeontologie (= 2). Band 5, 1843, S. 1–4, Tafeln 37 & 38 (biodiversitylibrary.org).
- Description de trois nouvelles espèces d'Orthopteres de la famille des Phasmiens. In: Magasin de zoologie, d'anatomie comparée et de palaeontologie (= 2). Band 5, 1843, S. 1–3, Tafeln 125 (biodiversitylibrary.org).
- Zoologique: Tapir. - Justin Goudot adresse quelques observations qu'il a faites sur le Tapir Pinchaque, espèces signalée dans la Nouvelles-Grenade. In: L'institut, Journal universel des science et des sociétés savantes en France et à l'étranger. Band 11, 1843, S. 44 (books.google.de).
- Description d'un nouveau genre de Plantes nommé Herrania. In: Annales des sciences naturelles (= 3 (Botanique)). Band 2, 1844, S. 229–233 (biodiversitylibrary.org).
- Note sur une nouvelle espèce de Cutérébre trouvée dans la Nouvelles-Grenade (Cuterebra noxialis). In: Revue Zoologique par La Société Cuvierienne. Band 7, 1844, S. 319 (biodiversitylibrary.org).
- Notice sur une rubiacée du genre Condaminae et sur le vernis qu'elle produit. In: Comptes rendus hebdomadaires des séances de l'Académie des sciences. Band 18, 1844, S. 260–262 (biodiversitylibrary.org).
- Botanique. - Justin Goudot adresse une notice sur une nouvelle Rubiacée du genre Condaminea, et sur le vernis qu'elle produit. In: L'institut, Journal universel des science et des sociétés savantes en France et à l'étranger. Band 12, 1844, S. 55 (books.google.de).
- mit Paul Gervais: Description des Myriapodes recueillis par J. Goudot en Colombie. In: Annales de la société entomologique de France (= 2). Band 2, 1844, S. XXVII-XXIX (biodiversitylibrary.org).
- Observations sur un diptère exotique dont la larve nuit aux Bœufs (le Cutérèbre nuisible). In: Annales des sciences naturelles (= 3 (Zoologie)). Band 3, 1845, S. 221–230 (biodiversitylibrary.org).
- Sur la culture de l'Arracacha, et sur la possibilité de l'introduire en Europe. In: Comptes rendus hebdomadaires des séances de l'Académie des sciences. Band 21, 1845, S. 1149–1153 (biodiversitylibrary.org).
- Observations relatives à l'histoire de Méliponites. In: Revue Zoologique par La Société Cuvierienne. Band 9, 1846, S. 159 (biodiversitylibrary.org).
- Aulonemia Nouveau genre de la Tribu des Bambusées. In: Annales des sciences naturelles (= 3 (Botanique)). Band 5, 1846, S. 75–77 (biodiversitylibrary.org).